# 羽唇叉柱兰
羽唇叉柱兰 拼音：yǔ chún chā zhù lán（学名：Cheirostylis inabai）为兰科叉柱兰属下的一个种。产于台湾省（中部至南部），生于海拔1000至1900米之间的山坡阴湿的林下或公路边坡上。

## 扩展阅读
維基物種上的相關：羽唇叉柱兰